# Papoose Lake

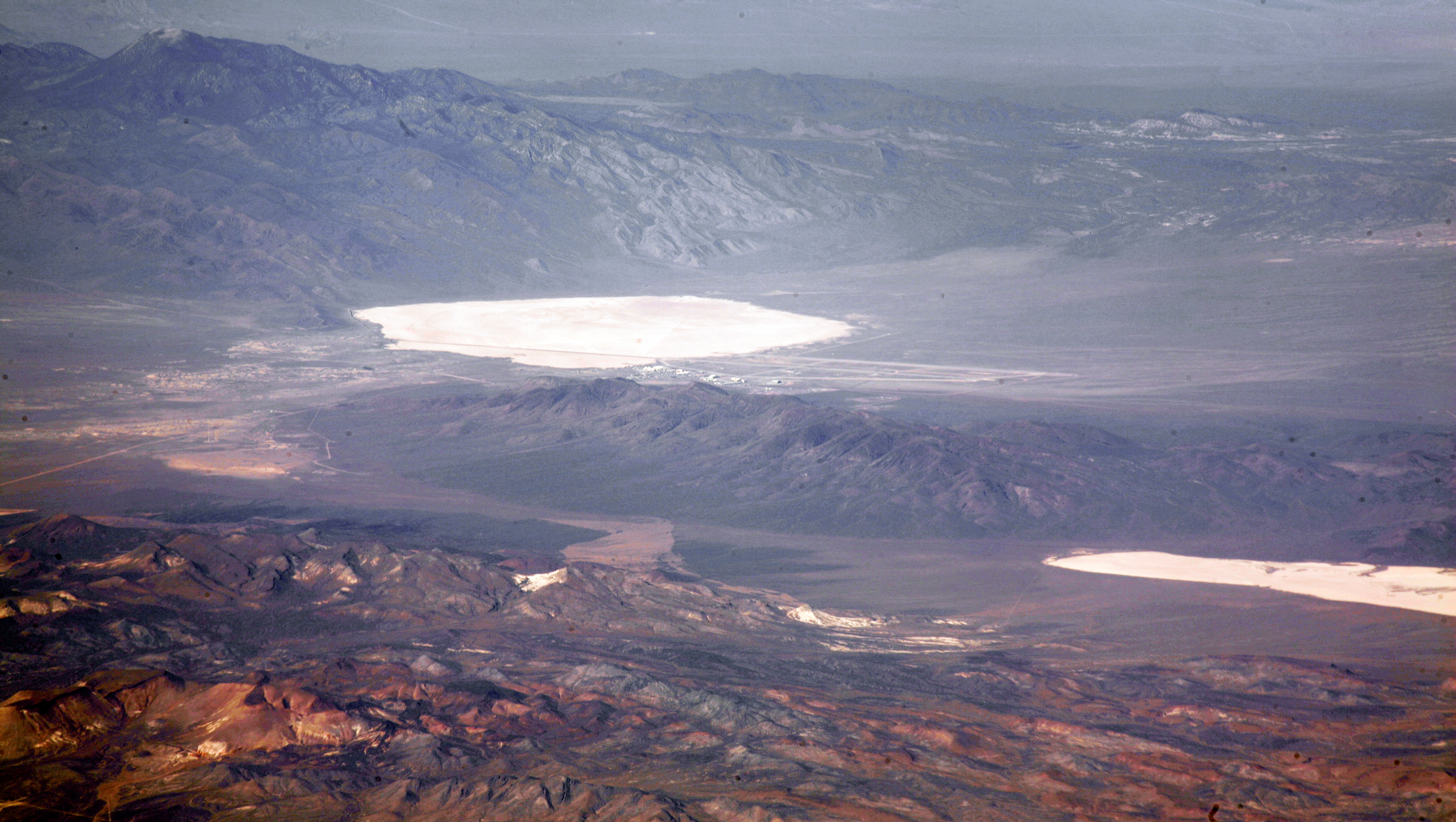
Groom Lake mit dem Papoose Lake sichtbar unten rechts

Papoose Lake ist ein ausgetrockneter See, der sich in Lincoln County, Nevada, USA, befindet. Der See befindet sich in einem Bereich, der zur Area 51 gezählt wird und nicht betreten werden darf.